# Grand Prix Bari 1950
Grand Prix Bari v roce 1950 se jela 9. června 1950 na okruhu Circuito Di Lungomare. Závod byl vypsán na 60 kol po 5.540 km, celkově 332.4 km.

## Výsledky
- 9. červenec 1950
- Okruh Circuito Di Lungomare
- 60 kol x 5.540 km / 332.4 km

| Legenda k tabulce | Legenda k tabulce                                                                       |
| Barva             | Výsledek                                                                                |
| ----------------- | --------------------------------------------------------------------------------------- |
| Zlatá             | Vítěz                                                                                   |
| Stříbrná          | 2. místo                                                                                |
| Bronzová          | 3. místo                                                                                |
| Zelená            | Bodované umístění                                                                       |
| Modrá             | Nebodované umístění                                                                     |
| Modrá             | Dokončil neklasifikován (NC)                                                            |
| Fialová           | Odstoupil (Ret)                                                                         |
| Červená           | Nekvalifikoval se (DNQ)                                                                 |
| Červená           | Nepředkvalifikoval se (DNPQ)                                                            |
| Černá             | Diskvalifikován (DSQ)                                                                   |
| Bílá              | Nestartoval (DNS)                                                                       |
| Bílá              | Závod zrušen (C)                                                                        |
| Světle modrá      | Pouze trénoval (PO)                                                                     |
| Světle modrá      | Páteční testovací jezdec (TD)                                                           |
| Bez barvy         | Netrénoval (DNP)                                                                        |
| Bez barvy         | Vyřazen (EX)                                                                            |
| Bez barvy         | Nepřijel (DNA)                                                                          |
| Bez barvy         | Odvolal účast (WD)                                                                      |
| Bez barvy         | Nezúčastnil se (prázdné)                                                                |
| Označení          | Význam                                                                                  |
| Tučnost           | Pole position                                                                           |
| Kurzíva           | Nejrychlejší kolo                                                                       |
| †                 | Jezdec nedojel do cíle, ale byl klasifikován, protože odjel více než 90 % délky závodu. |
| ‡                 | Byl udělován poloviční počet bodů, protože bylo odjeto méně než 75 % délky závodu.      |
| Horní index       | Umístění bodujících jezdců ve sprintu                                                   |

| Pozice | Č  | Jezdec                         | Vůz              | Kolo | Čas          | +/- | Pole | Nej. kolo |
| ------ | -- | ------------------------------ | ---------------- | ---- | ------------ | --- | ---- | --------- |
| 1      | 16 | Giuseppe Farina                | Alfa Romeo 158   | 60   | 2h34m29.6    | 0   | 1    |           |
| 2      | 2  | Juan Manuel Fangio             | Alfa Romeo 158   | 60   | à 0'26"4     | 0   | 2    | 2:26,5    |
| 3      | 20 | Stirling Moss                  | HWM 50           | 58   | à 2 kola     |     |      |           |
| 4      | 18 | Pierre Levegh                  | Talbot T26C      | 58   | à 2 kola     |     |      |           |
| 5      | 24 | Franco Cortese                 | Ferrari 166S     | 58   | à 2 kola     |     |      |           |
| 6      | 4  | Clemente Biondetti             | Maserati 4CLT/50 | 55   | à 5 kol      |     |      |           |
| 7      | 38 | Dorino Serafini                | Ferrari 125      | 55   | à 5 kol      |     |      |           |
| 8      | 14 | Johnny Claes                   | Talbot T26C      | 45   | à 15 kol     |     |      |           |
| 9      | 46 | Arnulfo Bilancia               | Maserati 4CL     | 43   | à 17 kol     |     |      |           |
| Pozice | Č  | Odstoupili                     | Vůz              | Kolo | Čas          | +/- | Pole | Nej. kolo |
| Ret    | 30 | Luigi Villoresi Alberto Ascari | Ferrari 166F2    | 39   | Utržené kolo |     |      |           |
| Ret    | 6  | Georges Grignard               | Talbot T26C      |      | ?            |     |      |           |
| Ret    | 28 | Rudolf Fischer                 | HWM 50           |      | Karburátor   |     |      |           |
| Ret    | 12 | Alberto Ascari                 | Ferrari 166F2/50 |      | Utržené kolo |     |      |           |
| Ret    | 10 | Lance Macklin                  | HWM 50           |      | ?            |     |      |           |
| Ret    | 26 | Princ Bira                     | Maserati 4CLT/48 |      | ?            |     |      |           |
| Ret    | 22 | Felice Bonetto                 | Maserati 4CLT/50 |      | ?            |     |      |           |
| Pozice | Č  | Nestartoval                    | Vůz              | Kolo | Příčina      | +/- | Pole | Nej. kolo |
| DNS    | 8  | Chico Landi                    | Ferrari 125      |      |              |     |      |           |
| DNS    | 32 | Louis Rosier                   | Talbot-Lago T26C |      |              |     |      |           |
| DNS    | 34 | Franco Rol                     | Maserati 4CLT/48 |      |              |     |      |           |
| DNS    | 36 | Louis Chiron                   | Maserati 4CLT/48 |      |              |     |      |           |
| DNS    | 40 | Philippe Étancelin             | Talbot-Lago T26C |      |              |     |      |           |
| DNS    | 42 | Leslie Brooke                  | Maserati 4CLT/48 |      |              |     |      |           |
| DNS    | 44 | Piero Carini                   | Maserati 4CLT/48 |      |              |     |      |           |

### Nejrychlejší kolo
- Juan Manuel Fangio (Alfa Romeo 158), 2:26.5

### Postavení na startu
|  |  |  |  | _______2_______ Juan Manuel Fangio Alfa Romeo |  | _______1_______ Giuseppe Farina Alfa Romeo |

## Startovní listina
| Č. | Pilot              | Tým                       | Šasi             | Motor            | Pneumatiky |
| -- | ------------------ | ------------------------- | ---------------- | ---------------- | ---------- |
| 2  | Juan Manuel Fangio | Alfa Romeo SpA            | Alfa Romeo 158   | Alfa Romeo L 8 s | Pirelli    |
| 4  | Clemente Biondetti | Scuderia Milano           | Maserati 4CLT    | Speluzzi L4      |            |
| 6  | Georges Grignard   | Georges Grignard          | Talbot-Lago T26C | Talbot L 6       |            |
| 8  | Chico Landi        | F. Landi                  | Ferrari 125      | Ferrari V 12     |            |
| 10 | Lance Macklin      | J. Heath                  | HWM 50           | Alta L 4         |            |
| 12 | Alberto Ascari     | Scuderia Ferrari          | Ferrari 166F2/50 | Ferrari V 12     | Pirelli    |
| 14 | Johnny Claes       | Ecurie Belge              | Talbot-Lago T26C | Talbot L 6       |            |
| 16 | Giuseppe Farina    | Alfa Romeo SpA            | Alfa Romeo 158   | Alfa Romeo L 8 s | Pirelli    |
| 18 | Pierre "Levegh"    | P. Levegh                 | Talbot-Lago T26C | Talbot L 6       |            |
| 20 | Stirling Moss      | J Heath                   | HWM 50           | Alta L 4         |            |
| 22 | Felice Bonetto     | Scuderia Milano           | Maserati 4CLT/50 | Maserati L 4 s   |            |
| 24 | Franco Cortese     | Franco Cortese            | Ferrari 166S     | Ferrari V 12     |            |
| 26 | Princ Bira         | Enrico Platé              | Maserati 4CLT/48 | Maserati L 4 s   |            |
| 28 | Rudi Fischer       | J. Heath                  | HWM 50           | Alta L 4         |            |
| 30 | Luigi Villoresi    | Scuderia Ferrari          | Ferrari 166F2/50 | Ferrari V 12     | Pirelli    |
| 32 | Louis Rosier       | Ecurie Rosier             | Talbot-Lago T26C | Talbot L 6       |            |
| 34 | Franco Rol         | Officine Alfieri Maserati | Maserati 4CLT/48 | Maserati L 4 s   |            |
| 36 | Louis Chiron       | Officine Alfieri Maserati | Maserati 4CLT/48 | Maserati L 4 s   |            |
| 38 | Dorino Serafini    | Scuderia Ferrari          | Ferrari 125      | Ferrari V 12     | Pirelli    |
| 40 | Philippe Étancelin | P. Étancelin              | Talbot-Lago T26C | Talbot L 6       |            |
| 42 | Leslie Brooke      | H. L. Brooke              | Maserati 4CLT/48 | Maserati L 4 s   |            |
| 44 | Piero Carini       | Piero Carini              | Maserati 4CLT/48 | Maserati L 4 s   |            |
| 46 | Arnulfo Bilancia   | Arnulfo Bilanci           | Maserati 4CL     | Maserati L 4 s   |            |

| Pole position   | Vítězství       | Nej. kolo          |
| Giuseppe Farina | Giuseppe Farina | Juan Manuel Fangio |
| Alfa Romeo 158  | Alfa Romeo 158  | Alfa Romeo 158     |
| *               | 2:34'29.6       | 2'26.5             |
| *               | 122.106 km/h    | 128.765 km/h       |
| --------------- | --------------- | ------------------ |